# يوزيف سالاي
يوزيف سالاي (بالمجرية: Szalai József)‏ هو منافس ألعاب قوى مجري، ولد في 8 مارس 1961.

## وصلات خارجية
- يوزيف سالاي على موقع أوليمبيديا (الإنجليزية)
- يوزيف سالاي على موقع اللجنة الأولمبية المجرية (الهنغارية)